# Lachenkopf
Lachenkopf är en bergstopp i Österrike.   Den ligger i distriktet Reutte och förbundslandet Tyrolen, i den västra delen av landet, 400 km väster om huvudstaden Wien. Toppen på Lachenkopf är 1 814 meter över havet.
Terrängen runt Lachenkopf är bergig. Runt Lachenkopf är det ganska glesbefolkat, med 26 invånare per kvadratkilometer.. Närmaste större samhälle är Tannheim, 14,1 km norr om Lachenkopf. 
I omgivningarna runt Lachenkopf växer i huvudsak blandskog.